# Даніель Чхве
Даніель Чхве (кор. 최다니엘) — південнокорейський актор.

## Біографія
Даніель Чхве народився 22 лютого 1986 року в столиці Республіки Корея місті Сеул. Свою акторську кар'єру він розпочав у 2005 році з епізодичної ролі у серіалі. Першу акторську нагороду принесла йому другорядна роль у ситкомі «Сильний удар 2: Через дах». Першою головною роллю в кар'єрі Даніеля стала роль у серіалі «Красуня з дитячім лицем». Підвищенню популярності актора сприяли головні ролі в серіалах «Школа 2013», «Біг Мен» та «Жонглери». Наприкінці 2018 року Даніель зіграв головну роль у містичному серіалі «Детектив-привид», незабаром по закінченні драми він отримав пропозицію зіграти одну з головних ролей в трилері «Звір».

## Фільмографія

### Телевізійні серіали
| Рік  | Назва                                     | Роль                                    | Мережа    |
| ---- | ----------------------------------------- | --------------------------------------- | --------- |
| 2005 | «Золоте яблуко»                           |                                         | KBS2      |
| 2008 | «Внутрішні світи»                         | Ян Сукьон                               | KBS2      |
| 2008 | «Велика лікарня 2»                        | (гість)                                 | MBC       |
| 2009 | «Хороша робота, хороша робота»            | Лі Инхьок                               | MBC       |
| 2009 | «Сильний удар 2: Через дах»               | Лі Чіхун                                | MBC       |
| 2010 | «Одного разу в Сенчхорі»                  | (камео)                                 | tvN       |
| 2011 | «Красуня з дитячім лицем»                 | Чхе Чінвук                              | KBS2      |
| 2011 | «Музичний»                                | Хон Чеї                                 | SBS       |
| 2011 | «Сильний удар: Помста коротких ніг»       | Чіхун (камео, 95 серія)                 | MBC       |
| 2012 | «Удача Чі Вунсу»                          | Кім Даніель (камео)                     | TV Chosun |
| 2012 | «Фантом»                                  | Пак Гійон / Аїд (гість,1, 2 та 6 серії) | SBS       |
| 2013 | «Школа 2013»                              | Кан Сечхан                              | KBS2      |
| 2013 | «В очікуванні кохання» (Спеціальна драма) | Чха Кідє                                | KBS2      |
| 2014 | «Біг Мен»                                 | Кан Донсок                              | KBS2      |
| 2015 | «Від серця до серця»                      | власник пекарні (камео)                 | tvN       |
| 2017 | «Жонглери»                                | Нам Чівон                               | KBS2      |
| 2018 | «Детектив-привид»                         | Лі Деїль                                | KBS2      |
| 2020 | «Нормально бути ненормальним»             | CEO Чхве Даніель (камео, 8 серія)       | tvN       |

### Фільми
| Рік  | Назва                                   | Роль                        |
| ---- | --------------------------------------- | --------------------------- |
| 2009 | «Академія йоги»                         | Донхун                      |
| 2010 | «Агентство Сірано»                      | Лі Санйон                   |
| 2011 | «Молочний вік» (короткометражний фільм) |                             |
| 2012 | «Торговці людьми»                       | Санхо                       |
| 2012 | «Персикове дерево»                      | (камео)                     |
| 2013 | «11 годин»                              | Чіван                       |
| 2014 | «Шахраї»                                | власник арт-галереї (камео) |
| 2015 | «Хроніки зла»                           | Кім Чінгю                   |
| 2015 | «Недоторканий судовий виконавець»       | детектив Чо Юнмін           |
| 2019 | «Звір»                                  | Чон Чхан                    |

### Кліпи
- Love Ballad (Brown Eyed Soul[en], 2010 рік)
- Open The Door (Ім Чхан Чон[en], 2013 рік)
- Coin Laundry (Вакс[en], 2014 рік)[10]

## Нагороди
| Рік  | Нагорода                                                       | Категорія                                                       | Робота                        | Результат | Примітки |
| ---- | -------------------------------------------------------------- | --------------------------------------------------------------- | ----------------------------- | --------- | -------- |
| 2009 | Премія MBC драма                                               | Кращий новий актор ситкома                                      | «Сильний удар 2: Через дах»   | Перемога  | [ 11 ]   |
| 2010 | 7-ма Премія Max Movie                                          | Кращий актор                                                    | «Агентство Сірано»            | Номінація |          |
| 2010 | 47-ма Премія Grand Bell                                        | Нагорода за популярність                                        | «Агентство Сірано»            | Номінація |          |
| 2010 | 46-та Премія Пексан                                            | Кращий новий актор телебачення                                  | «Сильний удар 2: Через дах»   | Номінація |          |
| 2011 | 15-ий Пучхонський міжнародний кінофестиваль фантастичного кіно | Men's Fantasia Award                                            | «Сильний удар 2: Через дах»   | Перемога  | [ 12 ]   |
| 2011 | 25-ма Премія KBS драма                                         | Нагорода за майстерність (актор мінісеріалу)                    | «Красуня з дитячім лицем»     | Перемога  | [ 13 ]   |
| 2012 | 48-ма Премія Пексан                                            | Популярний актор телебачення                                    | «Красуня з дитячім лицем»     | Номінація |          |
| 2012 | 49-та Премія Grand Bell                                        | Нагорода за популярність                                        | «Торговці людьми»             | Номінація |          |
| 2013 | 27-ма Премія KBS драма                                         | Нагорода за майстерність (актор одноактної / спеціальної драми) | «В очікуванні кохання»        | Перемога  | [ 14 ]   |
| 2014 | 28-ма Премія KBS драма                                         | Нагорода за майстерність (актор мінісеріалу)                    | «Біг Мен»                     | Номінація |          |
| 2018 | 32-га Премія KBS драма                                         | Нагорода за майстерність (актор мінісеріалу)                    | «Жонглери», «Детектив-привід» | Перемога  | [ 15 ]   |
| 2018 | 32-га Премія KBS драма                                         | Краща пара (разом з Пек Чін Хі)                                 | «Жонглери»                    | Перемога  | [ 15 ]   |